# Kasetno bombardiranje Harkova (2022)
28. februarja 2022 je med bitko za Harkov med rusko invazijo na Ukrajino serija raketnih napadov ruskih oboroženih sil ubila 9 civilistov in jih še 37 ranila. Ruska vojska je v napadu uporabila kasetno strelivo. Zaradi neselektivne narave tega orožja, ki je bil uporabljen na gosto poseljenih območjih, je Human Rights Watch te napade opisal kot možen vojni zločin.

## Napad
28. februarja 2022 je ruska vojska med bitko pri Harkovu okoli 10.00 izstrelila rakete Grad na tri različna stanovanjska območja v Harkovu. Umrlo je devet civilistov. Štirje ljudje so bili ubiti, ko so med policijsko uro zapustili zavetišče za vodo in nakupovanje; družina petih je zgorela v svojem avtomobilu. Zadeti so bili stanovanjski objekti in igrišče, razpršeni med okrožjem Industrialni in Ševčenkivski. Eksplozije v mestu so kasneje zabeleževali do ob 14.23.

## Preiskave
Human Rights Watch je napad preiskal in ugotovil, da so ruske sile uporabile rakete s kasetnim strelivom Smerč, ki v zrak razpršijo na desetine podenot. Mednarodna pogodba prepoveduje kasetno strelivo zaradi velike škode in nevarnosti za civiliste. Ker v krogu 400 metrov od teh napadov ni bilo nobenih vojaških ciljev in zaradi neselektivne narave tega orožja, ki se uporablja na gosto poseljenih območjih, Human Rights Watch sklepa, da bi lahko šlo za možen ruski vojni zločin.